# 2698 Азербејџан
2698 Азербејџан (енгл. 2698 Azerbajdzhan) је астероид главног астероидног појаса са средњом удаљеношћу од Сунца која износи 2,663 астрономских јединица (АЈ).
Апсолутна магнитуда астероида је 11,9.